# ラッフルズ・ホーの奇蹟
『ラッフルズ・ホーの奇跡』（ラッフルズ・ホーのきせき、英: The Doings of Raffles Haw、1891年）は、鉛を金に変える方法を発見した発明家が登場する、サー・アーサー・コナン・ドイルによるSF小説。

## あらすじ
謎の億万長者、ラッフルズ・ホーがスタッフォードシャーの田舎町タムフィールドに住み着く。彼が転居してくる以前から地元民たちは、彼の新居の建設に携わっている労働者の数、工期の速さ、費やされたであろう金額に驚き、口々に噂していた。到着したホーは物語の語り手であるロバート・マッキンタイアとその父ジョン、妹ローラからなる一家と知り合いになる。マッキンタイアの父は裕福な銃器商人であったが、破産して正気を失っていた。ローラはスパーリング牧師の息子ヘクターと婚約している。彼は物語の冒頭で海軍の任務に召集された軍人である。
ホーはマッキンタイアの父を強欲なたかりと見なし、マッキンタイア兄妹とスパーリング牧師を通じてタムフィールドの貧しい人々を救おうとしていた。彼は適切な財政援助で多くの家族や事業を救う。ホーは鉛を金に変えるという言わば科学による錬金術を実現し、無限とも言える富を所有していたのである。
時が経つにつれ、ホーは幻滅していく。彼の慈善活動は、人々の状況は改善しても精神までは改善しない。彼らは善良な市民になるどころか、大多数は大富豪からの施しに頼る寄生虫と化してしまった。落胆した彼は、唯一自分に誠実だと思っていた婚約者のローラ・マッキンタイアに相談する。ホーは知らなかったが、ローラはヘクター・スパーリングとの婚約を解消しないまま、金に目がくらみホーのプロポーズを受け入れていた。ラッフルズとローラが話しているところに、予定より早く任務の終わったヘクターが部屋に入ってきた。ローラが彼に送った婚約を解消する旨の手紙が、入れ違いで彼の下に届かなかったのだ。ローラとヘクターがまだ婚約していることを知ったラッフルズは悲嘆に暮れる。絶望した大富豪は研究室に閉じこもり、装置と莫大な金塊や貴金属を徹底的に破壊し、その傍らで遺体で発見される。後の処理を託したロバート宛の手紙が発見されたが、彼が財産を築いた技術は永久に失われた。

## 批評
デイブ・ラングフォードはホワイトドワーフ第83号のレビューで「ドイルは古来よりお馴染みの物語を綴っている。善意の（しかし狂気の）科学者が金を作ることに成功するが、ミダス王のように富は呪いに過ぎないことに気付く。コレクターや完全主義者にとっては興味深い話だ」と書いた。

## レビュー
- ドン・ダマッサ（1986年）『Science Fiction Chronicle』、1986年12月、通巻87号
- ジョン・R・ファイファー（1986年）『Fantasy Review』、1986年12月号
- クリス・ベイリー（1986年）『Vector』、通巻135号
- エヴェレット・F・ブレイラー（1991年）『Science Fiction: The Early Years』

## 日本語訳
- 『ドイル全集 第5巻』石田幸太郎訳、「ラフルズ・ホー行状記」として収録、改造社 1933年
  - 2005年 本の友社より復刻版が刊行 全国書誌番号:20998395
- 「ラッフルズ・ホーの行動 (コナン・ドイル小説全集 第15巻)」笹野史隆訳、エミルオン 2007年 全国書誌番号:21275695
- 「ラッフルズ・ホーの奇蹟 (創元推理文庫 ドイル傑作集 5)」北原尚彦訳、 東京創元社 2011年 ISBN 978-4-488-10114-5